# Per Lindgren
Per Ulf Martin Lindgren, född 3 februari 1968 i Luleå, är sedan 2008 svensk professor i datateknik/inbyggda system("embedded system") och forskare. Han är verksam vid Luleå tekniska universitet.
Per Lindgren avlade magisterexamen i datavetenskap år 1994 vid Luleå tekniska universitet och doktorsexamen i datateknik år 2000. Hans studier på dåvarande Högskolan i Luleå påbörjades i slutet av 1980-talet.
I januari 2000 erhöll Lindgren titeln "universitetslektor/associate professor" vid EISLAB på Luleå tekniska universitet. Lindgren är ansvarig för "Sustainable IT systems Master's (SITS) program".
Efter att ha avslutat sina doktorandstudier januari 2000 har han haft anställning som lektor/docent, ledande utbildning och forskning inom området datateknik / Inbyggda system på EISLAB vid Luleå tekniska universitet.
Lindgrens forskning är kring "component based design of embedded systems"  och han är medlem av " ARTEMIS Architecture group",